# Shine On (album de George Jones)
Pour les articles homonymes, voir Shine On.
Albums de George Jones
Anniversary - 10 Years of Hits
(1982) Jones Country
(1983)
Shine On est un album de l'artiste américain de musique country George Jones. Cet album est sorti en 1983 sur le label Epic Records.

## Liste des pistes
| No  | Titre                                      | Auteur                           | Durée |
| --- | ------------------------------------------ | -------------------------------- | ----- |
| 1.  | Shine On (Shine All Your Sweet Love on Me) | MacRae, Morrison                 | 3:18  |
| 2.  | She Hung the Moon                          | Braddock                         | 3:04  |
| 3.  | I'd Rather Have What We Had                |                                  | 2:50  |
| 4.  | Tennessee Whiskey                          | Dillon, Hargrove                 | 2:50  |
| 5.  | Almost Persuaded                           | Sherrill, Sutton                 | 3:09  |
| 6.  | I Always Get Lucky with You                | Church, Haggard, Powers, Whitson | 3:17  |
| 7.  | Mem'ryville                                |                                  | 2:34  |
| 8.  | I Should've Called                         |                                  | 2:37  |
| 9.  | The Show's Almost Over                     |                                  | 3:18  |
| 10. | Ol' George Stopped Drinkin' Today          |                                  | 2:50  |

## Positions dans les charts
Album - Billboard (Amérique du nord)
| Année | Chart              | Position |
| ----- | ------------------ | -------- |
| 1983  | Albums country     | 7        |
| 1983  | Top albums country | 34       |

Single - Billboard (Amérique du nord)
| Année | Single                                     | Chart           | Position |
| ----- | ------------------------------------------ | --------------- | -------- |
| 1983  | I Always Get Lucky With You                | Singles country | 1        |
| 1983  | Shine On (Shine All Your Sweet Love On Me) | Singles country | 3        |
| 1983  | Tennessee Whiskey                          | Singles country | 2        |